# 벤티볼리오 기타
벤티볼리오 기타는 2013년에 출시한 대한민국의 어쿠스틱 기타 브랜드이다.
대한민국의 싱어송 라이터 '장범준', '정엽', '김수영', '우주왕복선사이드미러', '한국인' 등의 시그니처 모델 및 엔도서를 두고 있다.

## 연혁
```
 
2013년 2월 20일
 벤티볼리오 기타 출시
 
2013년 12월
 BV 시리즈 출시
 
2014년 1월
 숨 캐비넷 출시
 
2015년 2월
 RA 시리즈 출시
 
2016년 5월
 MP 시리즈 출시
 
2016년 9월
 IGNIS 시리즈 출시
 
2018년 1월
 Genuine 시리즈 출시.
 
2019년 12월
 JangBeomJune 시그니처 시리즈 출시
 
2021년 8월
 JungYup 시그니처 시리즈 출시
```

## 어쿠스틱 기타 모델링 규칙
```
 
BV / MP Series
```

- 모델명 : 생산지 표기

- BV : 한국 생산
- MP : 중국 생산
- 백의 자리 : 상판, 측/후판의 목재 구성

- (공백) : 합판
- 1 : 탑 솔리드
- 2 : 탑 솔리드 (타이완 코아)
- 3 : 탑/백 솔리드
- 5 : 올 솔리드
- 십의 자리 : 측/후판의 목재 종류

- 0 : 로즈우드
- 1 : 마호가니
- 2 : 에보니
- 4 : 타이완 코아
- 일의 자리 : 바디 형태 종류

- 1 : D 바디
- 2 : GA 바디
- 3 : OM 바디
- 7 : MJ 바디
- 그 외

- lv : 립 베벨
- c : 컷어웨이
- e : 픽업장착
- fm : 플레임 마호가니
- w : 월넛
```
 
Genuine / Signature Series
```

- 천의 자리 : 생산지 표기

- 1-3 : 중국 생산
- 5,7 : 한국 생산
- 백의 자리 : 상판, 측/후판의 목재 구성

- (공백) : 합판
- 1 : 탑 솔리드
- 5 : 올 솔리드
- 7 : 특수 올 솔리드
- 십의 자리 : 측/후판의 목재 종류

- 0 : 로즈우드
- 1 : 마호가니
- 7 : 코코볼로
- 일의 자리 : 바디 형태 종류

- 1 : D 바디
- 2 : GA 바디
- 3 : OM 바디
- 4 : Parlor 바디
- 그 외

- lv : 립 베벨
- c : 컷어웨이
- e : 픽업장착
- fm : 플레임 마호가니
- w : 월넛